# ویم د رویتر
ویم د رویتر (هلندی: Wim de Ruyter; زاده ۱۱ نوامبر ۱۹۱۸ – درگذشته ۱۲ نوامبر ۱۹۹۵) دوچرخه‌سوار اهل هلند بود.